# Dividendenstrategie
Unter Dividendenstrategie wird gemeinhin eine Form der Aktienanlage verstanden, bei der gezielt in Wertpapiere von Unternehmen investiert wird, die eine hohe Dividendenrendite aufweisen.
Als Begründer der Dividendenstrategie gilt der Wirtschaftswissenschaftler und Investor Benjamin Graham. Bekannt wurde die Strategie unter dem Namen Dogs of the Dow. Sie enthielt die Anlagestrategie, aus den 30 Wertpapieren, die im Dow Jones Industrial Average Index abgebildet sind, die zehn Wertpapiere mit der höchsten Dividendenrendite zu erwerben. Nach einem Jahr werden die Dividendenrenditen wieder betrachtet und falls nötig, umgeschichtet. Bei Grahams Value Investing galt die Dividendenrendite jedoch nicht als alleiniges Beurteilungskriterium. Primär sollte der wertorientierten Anleger auf ein niedriges Kurs-Gewinn-Verhältnis achten. Da bei fallendem Kurs einer Aktie das KGV sinkt und umgekehrt die Dividendenrendite steigt, benutzte Graham die Dividendenrendite faktisch als ein nachrangiges (Sekundär-)Kriterium.
Michael B. O’Higgins griff Grahams Dividendenstrategie auf und modifizierte diese erstmals 1991 in seinem Buch Beating the Dow. Demzufolge sind aus den zehn Aktien des Dow Jones mit höchster Dividendenrendite die fünf auszuwählen, die nominal gesehen den geringsten Kurs aufweisen. Diese abgewandelte Dividendenstrategie wird als Dividend-Low-5-Strategie bezeichnet.
Mittlerweile gibt es Börsenindizes, die ausschließlich Aktien enthalten, welche eine hohe Dividendenrendite aufweisen. Hierzu gehört etwa der DivDAX, der die 15 im DAX notierten Unternehmen enthält, welche die höchste Dividendenrendite aufweisen, oder der STOXX Global Select Dividend 100, der 100 aus einem Portfolio von 1.800 Unternehmen mit der höchsten Dividendenrendite aus Nordamerika, sowie in Asien und Europa enthält.
Neben dem Fokus auf eine hohe Dividendenrendite gibt es weitere Abwandlungen der Dividendenstrategie: So werden von einigen Anlegern sogenannte Dividendenaristokraten, also Unternehmen, die seit vielen Jahren kontinuierlich ihre Dividenden zahlen und erhöhen bevorzugt. Als Dividendenstrategie kann ebenfalls verstanden werden, durch eine gezielte Zusammenstellung von Fonds und Aktien ein monatliches Einkommen aus Dividenden-Ausschüttungen zu generieren. Daneben gibt es diverse Aktien, die monatliche Ausschüttungen vornehmen.